# The Fatherless & the Widow
The Fatherless & the Widow es el álbum debut de la banda estadounidense Sixpence None the Richer editado el 26 de abril de 1994 por el sello R.E.X.

## Lista de canciones
1. "Field of Flowers" – 2:37
2. "Spotlight" (T.J. Behling) – 3:51
3. "The Fatherless and the Widow" – 4:44
4. "Musings" – 4:34
5. "Trust" – 3:25
6. "Falling Leaves" – 3:31
7. "Meaningless" – 5:08
8. "Soul" – 3:50
9. "An Apology" – 4:40
10. "Trust (Reprise)" – 4:02